# Gafanha da Boa Hora
Gafanha da Boa Hora is een plaats (freguesia) in de Portugese gemeente Vagos en telt 2277 inwoners (2001).